# Chame-Chame
O Grêmio Recreativo e Escola de Samba Chame-Chame (GRES Chame-Chame) é uma escola de samba da cidade de Belo Horizonte, no estado brasileiro de Minas Gerais.
Em 2010, sagrou-se campeã do Grupo A, divisão principal do carnaval da cidade.
Foi vice-campeã nos anos de 2011 e 2012.

## Carnavais
| Ano  | Colocação   | Grupo | Enredo                                       | Carnavalesco  |
| ---- | ----------- | ----- | -------------------------------------------- | ------------- |
| 2010 | Campeã      | A     |                                              |               |
| 2011 | Vice-campeã | A     | Em BH a Chame-Chame monta o Circo no Bulevar | Jairo Anselmo |
| 2012 | Vice-campeã | A     |                                              |               |